# Tom Digbeu
Tom Digbeu, né le 24 septembre 2001, est un joueur franco-espagnol de basket-ball. Il joue au poste d'ailier. Il est le fils de l'international français Alain Digbeu et neveu de Jennifer Digbeu.

## Biographie
Formé au centre de formation du FC Barcelone, il lance sa carrière professionnelle dans le championnat lituanien lors de la saison 2020-2021 avec le KK Prienai.
En 2021, il intègre le programme "NBL Next Stars", qui vise à faire recruter les jeunes joueurs dans une équipe de bon niveau afin de les préparer à jouer un jour en NBA. Il rejoint donc les Brisbane Bullets.
En 2022, il est drafté en G-League en 28e position par le Cruise de Motor City, l'équipe réserve des Pistons de Détroit. Il commence la saison mais dispose d'un temps de jeu très limité.
Fin novembre 2022, il rejoint l'équipe française de basket-ball de l'Alliance Sport Alsace, qui évolue en Pro B, la deuxième division française.
Le 10 mars 2023, il signe une très bonne performance, inscrivant 47 points pour 50 d'évaluation dont le panier de la victoire à trois-points, en prolongation, un record pour un Français évoluant en championnat de France de deuxième division.
Digbeu signe un contrat de trois ans avec le club espagnol de CB Gran Canaria en novembre 2023. Il est prêté à l'équipe de Hestia Menorca (es) qui joue en LEB Oro, la seconde division espagnole et est situé à Mahón, aux îles Baléares,.
Digbeu ne trouve pas de club au début de la saison 2024-2025 et s'engage en janvier 2025 avec le Stade rochelais, en première division française. Lors de sa première rencontre avec La Rochelle, il marque 34 points et le panier de la victoire (la deuxième de la saison).